# Coefficiente di determinazione
In statistica, il coefficiente di determinazione, più comunemente R2, è un indice che misura il legame tra la variabilità dei dati e la correttezza del modello statistico utilizzato. Intuitivamente, esso è legato alla frazione della varianza non spiegata dal modello.

## Definizione
La definizione più generale è la seguente:
{\displaystyle R^{2}=1-{\frac {RSS}{TSS}},}
con {\displaystyle RSS} devianza residua (Residual Sum of Squares):
{\displaystyle RSS=\sum _{i=1}^{n}e_{i}^{2}=\sum _{i=1}^{n}(y_{i}-{\hat {y}}_{i})^{2}}
{\displaystyle TSS} devianza totale (Total Sum of Squares):
{\displaystyle TSS=\sum _{i=1}^{n}(y_{i}-{\overline {y}})^{2}}
dove:
{\displaystyle {\hat {y}}_{i}} sono i dati stimati dal modello,
{\displaystyle y_{i}} sono i dati osservati,
{\displaystyle {\overline {y}}={\frac {1}{n}}\sum _{i=1}^{n}y_{i}} è la media dei dati osservati.

## AdjustedR2
L'adjusted {\displaystyle R^{2}} (o {\displaystyle {\bar {R^{2}}}}) (meglio conosciuto in Italiano come {\displaystyle R^{2}} corretto o aggiustato) è una variante dell' {\displaystyle R^{2}} semplice.
Mentre {\displaystyle R^{2}} semplice è utilizzato per l'analisi di regressione lineare semplice come principale indice di bontà della curva di regressione, {\displaystyle R^{2}} corretto viene utilizzato per l'analisi di regressione lineare multipla. Esso serve a misurare la frazione di devianza spiegata, cioè la proporzione di variabilità di {\displaystyle Y} "spiegata" dalla variabile esplicativa {\displaystyle X}. All'aumentare del numero di variabili esplicative (o predittori) {\displaystyle X}, aumenta anche il valore di {\displaystyle R^{2}}, per cui spesso è utilizzato al suo posto {\displaystyle {\bar {R^{2}}}}, che serve a misurare la frazione di varianza spiegata. 
Il coefficiente {\displaystyle {\bar {R}}^{2}} può essere negativo e vale sempre la disuguaglianza {\displaystyle {\bar {R}}^{2}\leq R^{2}}.
{\displaystyle {\bar {R}}^{2}=1-{n-1 \over n-k-1}\cdot {\frac {RSS}{TSS}},}
dove:
- {\displaystyle n} è il numero delle osservazioni;
- {\displaystyle k} è il numero dei regressori.

## R2e Correlazione lineare
Se si ha a disposizione la correlazione tra due variabili discrete, {\displaystyle \rho _{X,Y}}, (o indice di correlazione di Pearson) si può determinare il coefficiente di determinazione, elevando semplicemente al quadrato la correlazione. Viceversa, se si ha a disposizione {\displaystyle R^{2}}, si può determinare la correlazione, facendo la radice quadrata.
{\displaystyle {\displaystyle R^{2}=\rho _{X,Y}^{2}\Leftrightarrow \rho _{X,Y}={\sqrt {R^{2}}}}}
dove:
- {\displaystyle \displaystyle \rho _{X,Y}} è la correlazione tra le variabili {\displaystyle X} e {\displaystyle Y}, ottenibile dividendo la covarianza tra le due variabili e il prodotto dei loro scarti quadratici medi {\displaystyle \displaystyle \rho _{X,Y}=\left({\frac {\sigma _{X,Y}}{\sigma _{X}\cdot \sigma _{Y}}}\right)}.

La formula empirica di questo modello è il seguente:
{\displaystyle R^{2}={\frac {ESS}{TSS}},}
dove {\displaystyle ESS=\sum _{i=1}^{n}({\hat {y}}_{i}-{\overline {y}})^{2}} è la devianza spiegata dal modello (Explained Sum of Squares). Questa definizione è possibile poiché, per regressioni lineari semplici, la devianza può essere scomposta come {\displaystyle ESS=TSS-RSS}.
R2 varia tra {\displaystyle -\infty } e 1: quando è 0 il modello utilizzato offre una spiegazione dei dati non migliore del valore medio ({\displaystyle RSS=TSS}); quando è 1 il modello spiega perfettamente i dati. Un modello peggiore della media ({\displaystyle RSS>TSS}) ha coefficiente {\displaystyle R^{2}} minore di 0.

## Interpretazione
Se {\displaystyle R^{2}} o {\displaystyle {\bar {R^{2}}}} sono prossimi a 1, significa che i regressori predicono bene il valore della variabile dipendente in campione; mentre se è uguale a 0, significa che non lo fanno.
I coefficienti {\displaystyle R^{2}} e {\displaystyle {\bar {R^{2}}}} non dicono se:
1. una variabile sia statisticamente significativa;
2. i regressori sono causa effettiva dei movimenti della variabile dipendente;
3. c'è una distorsione da variabile omessa;
4. è stato scelto il gruppo dei regressori più appropriato.